# Iwamurada-shuku

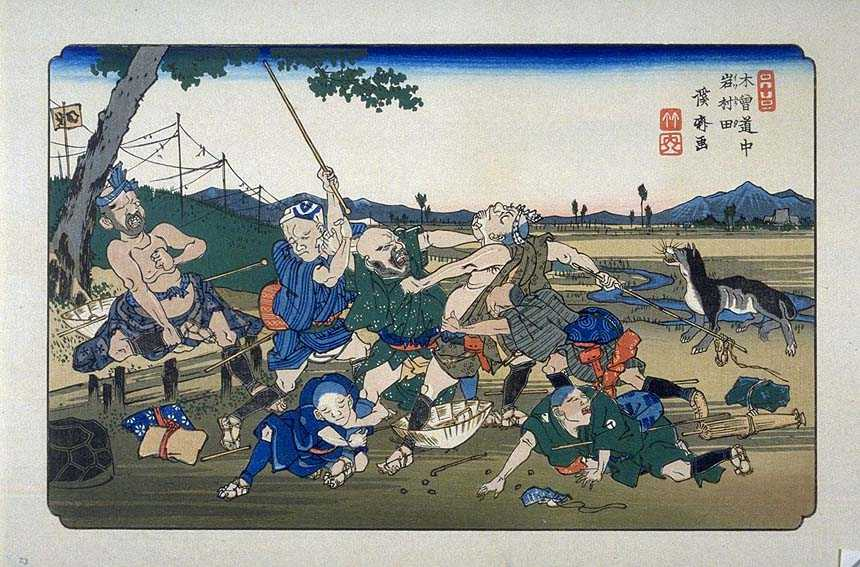
Iwamurada-shuku, estampe de Keisai Eisen de la série Les Soixante-neuf Stations du Kiso Kaidō.

Iwamurada-shuku (岩村田宿, Iwamurada-shuku) était la vingt-deuxième des soixante-neuf stations du Nakasendō. Elle se trouve dans la ville moderne de Saku, préfecture de Nagano au Japon.

## Histoire
À l'origine, Iwamurada-shuku était une jōkamachi (ville-château) pour le domaine d'Iwamurada et ne développa jamais un véritable honjin bien qu'elle possédât de plus petites auberges.

## Stations voisines
Nakasendō
Otai-shuku – Iwamurada-shuku – Shionada-shuku